# Penstemon miniatus
Penstemon miniatus là một loài thực vật có hoa trong họ Mã đề. Loài này được Lindl. mô tả khoa học đầu tiên.